# فولتا لا ريوخا
فولتا لا ريوخا (بالإنجليزية: Vuelta a La Rioja)‏ هو سباق دراجات هوائية،  من صنف سباق يوم واحد ‏،  يُقام في أبريل من كل عام،  وقد أُقيم أول موسم منه في 1957 في إسبانيا.

## قائمة الفائزين
| السنة | الفائز | الثاني | الثالث |
| ----- | ------ | ------ | ------ |

### 2000 إلى الوقت الحاضر
| السنة | الفائز       | الثاني                   | الثالث             |
| ----- | ------------ | ------------------------ | ------------------ |
| 2015  | كاليب إيوان  | داريل إيمبي              | Andrea Palini ‏     |
| 2016  | مايكل ماثيوز | Sergey Shilov (cyclist) ‏ | كارلوس باربيرو     |
| 2017  | روري سذرلاند | مايكل ألباسيني           | خوسيه خواكين روخاس |

## وصلات خارجية
- الموقع الرسمي